# Аэрокосмический Комитет МЦРИАП РК
Аэрокосмический Комитет Министерство цифрового развития, инноваций и аэрокосмической промышленности (каз. сандық даму, инновация және аэроғарыш министрлігі аэроғарыш комитеті) — орган исполнительной власти Республики Казахстан, входящий в состав правительства Республики Казахстан, осуществляющий функции по оказанию государственных услуг, по управлению государственным имуществом и правоприменительные функции в сфере исследования, использования космического пространства в мирных целях, международного сотрудничества в реализации совместных проектов и программ в области космической деятельности.
27 марта 2007 года президент Казахстана Нурсултан Назарбаев подписал Указ № 502 «Об образовании Национального космического агентства Республики Казахстан». В соответствии с Указом упразднён Аэрокосмический комитет Министерства образования и науки Республики Казахстан и образовано Национальное космическое агентство Республики Казахстан, как самостоятельная единица в структуре правительства.
Председателем агентства до 7 сентября 2016 года был генерал-лейтенант Талгат Амангельдиевич Мусабаев. Его сменил Еркин Шаймагамбетов.
В ведении национального космического агентства Республики Казахстан находятся организации:
- АО «Республиканский центр космической связи»,
- АО «Национальный центр космических исследований и технологий»,
- Республиканское государственное предприятие «Инфракос»[3].

6 августа 2014 в ходе реорганизации Правительства РК упразднено, функции министерства переданы новому Министерству по инвестициям и развитию Республики Казахстан.

## Структура
- Управление финансов и государственных закупок
- Управление административной работы
- Управление международных связей
- Управление космических систем связи
- Управление научно-технических разработок
- Управление космодрома "Байконур"
- Управление развития комплекса "Байконур"
- Управление дистанционного зондирования Земли, навигации и производства космической техники
- Управление планирования, анализа и контроля[5]

## Перечень организаций, находящихся в ведении Национального космического агентства Республики Казахстан на 2007 год
- РГП «Инфракос» (на праве хозяйственного ведения).
- РГП "Научно-исследовательский центр «Ғарыш-Экология» (на праве хозяйственного ведения).
- АО "Совместное Казахстанско-Российское предприятие «Байтерек».
- АО «Республиканский центр космической связи».
- АО "Национальная компания «Қазақстан Ғарыш Сапары».
- АО «Национальный центр космических исследований и технологий».
- АО "Управляющая компания «Казсат».[6]

## Руководители
- Оралмагамбетов Баубек Жеткергенович с 4 мая 2019 года[7].